# Dolmen de la Barbière
Le dolmen de la Barbière est une allée couverte située au nord-est de la Brière, sur la commune de Crossac, en Loire-Atlantique.

## Localisation
L'édifice occupe le sommet d'une petite colline à une dizaine de mètres au nord de la route départementale 4, à l'est du village de Crossac, sur le lieu-dit de la Ricortais.

## Description
Le dolmen de la Barbière est une allée couverte en partie ruinée de près de 12 m de long. Seule une des tables de couverture, mesurant 5 m de long sur 2,90 m de large demeure en place. Elle repose encore sur quatre orthostates d'une hauteur allant de 1,20 à 1,30 m et recouvre une chambre (2,70 m de long sur 2,10 m de large et 1,52 m de hauteur) légèrement creusée au centre. Une seconde table de couverture (4,95 m de long sur 1,50 m de large) est renversée à la verticale à l'autre extrémité de l'allée. Les autres blocs constituent un double alignement d'orthostates qui ne soutiennent plus de table.
Une dalle, couchée au sol, comporte un registre de cupules sur une surface préalablement bouchardée.
La croix du petit calvaire, situé à peu de distance à l'ouest, a probablement été taillée dans une ancienne dalle de l'édifice.

## Folklore
Selon une tradition, des carriers qui voulurent débiter les dalles furent interrompus dans leur travail par un vol de colombes blanches.
Une pauvre femme aurait habité l'édifice aménagée en petite chaumière au milieu du XIXe siècle. Elle aurait inspiré à Châteaubriant le personnage de Florence dans son roman La Brière.